# Individualizem
Individualizem je na splošno izraz s katerim opisujemo teoretičen ali praktičen poudarek na posameznika nasproti, ali celo na račun, skupine. Tako je neposredno nasprotje kolektivizmu.
S sociološkega vidika individualizem razumemo v zvezi ali okolju v katerem imajo individualisti glavno vlogo nasproti družbenim skupinam; povezanost družbe zagotavljajo posamezniki s svojimi prepričanji. Izraz uporabljamo tudi za poimenovanje individualno pobudo in individualno svobodo posameznikov na splošno.
Družbene skupine se lahko razlikujejo do te mere, da dosežejo dve skrajnosti: »samo-ozirajoča« (individualistične in ozirajoč samo sami nase) ali »ozirajoče na druge« (za družbeno dobro usmerjeno razmišljanje). V okviru skupin, ki se ozirajo na mnenja drugih, obstajajo še skupnosti »krivde« (interno konzultiranje - sam s sabo) in skupnosti »sramu« (eksterno konzultiranje - z drugimi), primer slednje je Japonska.
Do katere stopnje so družbene skupine individualistične so raznolike od časa do časa in od države do države. Japonska družba je na primer skupinsko usmerjena (npr. odločitve rajši kot individualno sprejemajo kot skupina), zato velja prepričanje, da imajo manj razvite osebnosti. Na popolnoma individualistični stopnji pa naj bi bila družba ZDA (obrekovalci so mnenja, da je razdrobljena), evropske družbe pa se nagibajo k družbenim iniciativam in bolj družbenemu delovanju.
J.K. Galbraith je naredil klasično primerjavo med privatnim bogastvom in javno bedo v ZDA in javnim bogastvom in privatno bedo v npr. Evropi, obstaja pa tudi povezava med stopnjo individualizma in družbenega posredovanja in obdavčenja.
Individualizem pogosto kontrastiramo s totalitarizmom ali kolektivizmom, vendar je med obema skrajnostma tudi veliko »mešanih« družb (npr. Združeno kraljestvo po drugi svetovni vojni). Prav tako mnogi kolektivisti (še posebej anarhisti in liberalni socialisti) poudarjajo velike razlike med liberalno usmerjenim kolektivizmom in totalitarizmom.
Ideja individualizma je, da vsak posameznik sam ve kaj je najboljša rešitev, oblast ali družba pa se sme vmešati v najskrajnejših primerih (ali pa še takrat ne). Zaradi tega stališča individualizem včasih asociiramo z individualističnim anarhizmom, indeterminizmom ali klasičnim liberalizmom. Argumente te vrste pogosto uporabljamo v debatah o državnem nadzoru industrije.
V času nastajanja ZDA se je na njeno ozemlje priselilo veliko pribežnikov iz Evrope, ki so bili preganjani zaradi svojih prepričanj, ki pa so v Evropi prišle v veljavo v francoski revoluciji. Te negativne izkušnje so ključno vplivale na osnovalce ameriške ustave (Jeffersonovi demokratski-republikanci so bili mnenja, da bi morali osebne pravice zagotoviti v ustavi; to je vodilo do zakona o človekovih pravicah)).
V nekaterih družbah imajo o individualizmu slabo mnenje in ga povezujejo s sebičnostjo. tako na Japonskem obsojajo individualistične odločitve, ki jih imajo za nekakšno »izdajo« tistih, do katerih imaš obveznosti, npr. družine ali podjetja. Evropejci pogosto kritizirajo odsotnost splošnega zdravstvenega zavarovanja v ZDA, ker nanj gledajo, kot zaščito proti boleznim, za katere smo vsi enako dovzetni, ne pa kot posameznikovo odgovornost.
Takšne javne pobude naj bi bile dobre za družbo in dokaz, da preveč individualizma lahko posamezniku tudi škodi. Nasprotniki so mnenja, da lahko le-te tudi nenamerno škodujejo na področjih, ki naj bi jih zaščitile.